# 이주엽 (가수)
이주엽(1963년 ~ )은 대한민국의 가수이다.
이주엽은 데뷔 당시 허스키한 목소리와 파워풀한 창법을 구사하며
1집의 '너를 생각하면'과 2집 '멀어지는 그 미소'로  꾸준한 인기를 얻었으며
샤우트 창법으로 코카콜라, 르까프, 이랜드 등 수많은 CM송에 참여하였고 
이후에 여러 앨범들을 발표하였으며 영화 및 드라마 ost에도 다수 참여 하였다.

## 경력
- 1986 그룹 '사랑과 평화' 멤버
- 1991년 대전엑스포 이미지송 (홍서범, 신효범과 함께)

## 대표곡
- 1988년 1집 - 사랑과 이별 / 너를 생각하면
- 1992년 2집 - 멀어지는 그 미소 / 해지는 언덕에 서서
- 1992년 3집 이별의 길목에서 / 잊기엔 슬픈 추억
- 1995년 Birth - 너나 잘해 / 속았네 속았어
- 2004년 디지털 싱글 - 넌 나처럼 살지마
- 2006년 THIS IS HAPPY ＆ LOVE SONG - 난 아직 안 죽었어 / Riverside
- 2009년 This Is Happy & Love Song
- 2017년 - 아름다운 날들

## ost
- 2013년 영화 '미스 체인지' OST - 넌 나처럼 살지마
- 2019년 드라마 슬플 때 사랑한다 OST Part.7- 남몰래 흘리는 눈물 2
- 2020년 드라마 야식남녀 OST - 고인물